# Anatole France
Anatole France, eredeti nevén Jacques Anatole François Thibault (Párizs, 1844. április 16. – Saint-Cyr-sur-Loire, 1924. október 12.) francia író, költő, kritikus, akadémikus. Franciaországban úgy tekintenek rá, mint a „harmadik köztársaság” egyik nagy irodalmi kritikusára, kora élő lelkiismeretére, aki a 20. század elején mélyen elkötelezte magát szociális és politikai ügyek mellett. 1921-ben munkásságát irodalmi Nobel-díjjal ismerték el.

## Életrajza
Apja könyvkereskedő volt a párizsi egyetemek közelében, vevői köre főként egyetemistákból és professzorokból tevődött ki. Anatole kisgyerek korától olthatatlan vágyat érzett az olvasás iránt, az iskola mellett ideje nagy részében a könyvesboltban inaskodott. A Collège-Stanislas-ban elvégzett középiskolai tanulmányait követően a könyvtárosi szakot vette fel az egyetemen, és később sokáig könyvtárosként is dolgozott a francia Szenátusban.
Az egyetemen a romantikával szembeforduló, és a klasszicizmushoz visszatérő költők vezéralakja, Leconte de Lisle volt a görögprofesszora, akinek nézetei nagy hatással voltak az ifjú Thibault-ra. A fiatal költők Lisle vezetésével megalapították a Parnasse Contemporain című folyóiratot, melynek közben az Anatole France írói álnevet felvett ifjú is szerkesztője és publicistája lett. Kezdetben a gyorsan híressé lett irodalmi lap munkatársait nevezték „parnasszisták”-nak, mely jelzővel később a személyes hangot kerülő, tárgyilagosságra törekvő, politikát elutasító lírikusokat illették.
France saját verseit maga sem tartotta jelentősnek, politikaellenes, mindenben kételkedő nézeteit inkább műkritikákban és publicisztikában kamatoztatta. Első jelentős irodalmi sikerét csak 1881-ben, 37 éves korában érte el a Bonnard Szilveszter vétke című regényével, mellyel megalapozta sikerét, és ettől kezdve elismert író lett.
1877 áprilisában nőül vette Valérie Guérin de Sauville-t, aki még abban az évben életet adott Suzanne lányuknak. Nem túl boldog házasságának 1893-ban válással véget vetett. Ekkor kezdődött viszonya az 1887-ben megismert Léontine Lippmann-nal (Madame Arman de Caillavet), egy neves irodalmi szalon tulajdonosával, akivel kapcsolata a nő 1910-ben bekövetkezett haláláig tartott. Ő ihlette a Thais (1890) és A vörös liliom (1894) című regényeket.
1892-ben jelent meg a Lúdláb királynő című regénye, melynek főhőse, a 18. században élt Jérôme Coignard szabadgondolkodó apát figurája olyan népszerű lett, hogy alakját az író más regényeiben is megformázta.
France-ot egyre inkább a saját kora problémái kezdték izgatni. 1896 és 1901 között jelentette meg a Kortárs történetek ciklust. 1896. január 23-án a Francia Akadémia rendes, állandó tagjává választották, Ferdinand de Lesseps helyére.
A Dreyfus-ügyben az addig apolitikus, mélyen humanista Anatole France-ban felébredt a jelen iránti felelősségtudat és Émile Zola oldalára állt; annak Vádolom című publikációjának másnapján, aláírta a per felülvizsgálatát követelő petíciót. Mikor Zolát börtönbe zárták, a sajtóban és a népgyűléseken állt ki Dreyfus és Zola mellett. Miután Zolától visszavonták Becsületrendbeli tagságát, France is visszaadta saját tiszti fokozatát. Ez idő tájt került kapcsolatba a szocialistákkal, alapító tagja lett az Emberi Jogok Ligájának. A Dreyfus-per parafrázisának írta A pingvinek szigete című regényét, amelyben rengeteg közvetlen utalással és maró gúnnyal állította pellengérre a francia államgépezet (kiváltképpen a hadsereg és a igazságszolgáltatás) működését.

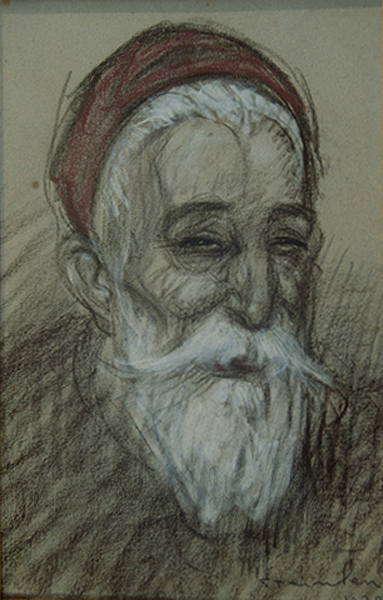
Anatole France
(T. A. Steinlen rajza)

Elkötelezett harcosa volt az állam és az egyház szétválasztásának, küzdött a szakszervezeti jogokért és a katonai büntetőintézetek ellen. Jeanne d'Arc élete című regényét a római katolikus egyház indexre tette, később – mivel kitűnő korrajz és a megírását alapos kutatás előzte meg – alapműként használta.
Az első világháború kitörése után, a pacifista „kisebbséghez” csatlakozva France szakított a szocialista párttal, elutasítva az „Union Sacrée”-t, a „szent” nemzeti egység politikáját. Elhagyta párizsi villáját és a Saint-Cyr-sur-Loire La Béchellerie negyedébe költözött. 1914. szeptember 22-én publikálta A szociális háború című cikkét, melyben tiltakozott a reims-i katedrális német bombázása ellen, és megjövendölte az időt, amikor „a francia nép barátságába fogadja a legyőzött ellenséget”. Cikkéből országos botrány kerekedett, France több halálos fenyegetést kapott. Látszólag „beállva a sorba” még publikált néhány hazafias cikket, majd hallgatásba burkolódzott.
A háború után ismét írni kezdett, rendszeresen publikált a l’Humanité című lapban. 1919-ben szembe helyezkedett a versailles-i békeszerződéssel, a l’Humanité 1919. július 22-i számában tiltakozott az I. világháborút lezáró „igazságtalan béke ellen”.
Indult az 1919. évi nemzetgyűlési választásokon. Gondolkodásban a Munkás Internacionálé francia szekciójához állt közel, erős kritikával illette a Francia Kommunista Pártot.
1920-ban kötött másodszor házasságot: feleségül vette élettársát, Emma Laprévotte-t. Ugyanabban az évben az éppen megalakult Francia PEN Club elnökének választották.
„Briliáns írói pályafutásáért, letisztultan fennkölt stílusáért, lenyűgözően franciás szellemiségéért és mélységes humanizmusáért” 1921. december 10-én irodalmi Nobel-díjjal tüntették ki.
Noha üdvözölte Szovjet-Oroszországot, 1922-ben felszólalt az első szovjetunióbeli koncepciós perek ellen.
80. születésnapja alkalmából, a francia Baloldali Kartell győzelmének másnapján, 1924. május 24-én részt vett a tiszteletére rendezett tömeggyűlésen a párizsi Trocaderón. Októberben bekövetkezett halála után a fiatal szürrealista író, Louis Aragon, a „Pofoztatok már meg egy hullát?” című nekrológpamfletben fejezi ki örömét Anatole France halála felett: „Aki most megdöglött… váljon hát füstté ő is! Az emberből alig marad valami, de vele kapcsolatosan még elképzelni is felháborító, hogy akárhogy is, de volt” – írta.
Anatole France életének magyar vonatkozása is volt: az I. világháború előtt titkárnője Bölöni György felesége, a maga is művészi író és festőművész Márkus Ottilia volt, aki később több visszaemlékezést tett közzé a nagy íróról.

## Utóélete
„Elmondom néktek, mi emlékeztet minden évben a mozgalmas őszi égre, az első lámpafényes vacsorákra és a reszkető fákon sárguló levelekre. Elmondom, mit látok október első napjaiban, keresztülvágva a Luxembourg parkon, amikor az szomorúbb és szebb mint valaha, mert ez az az időszak amikor levelek hullnak, egyik a másik után, a szobrok fehér vállaira. Egy kis emberkét látok, aki iskolatáskával a hátán és zsebre dugott kézzel indul az iskolába, szökdécselve, mint egy kisveréb…”
Az idősebb franciák nosztalgiával emlékeznek a fenti szövegre, érzik a tinta illatát és hallják a toll sercegését… Valaha ugyanis az elemi iskolában Anatole France: Barátom könyve című műve volt a diktálások és szövegelemzések nagy kincsesbányája, míg át nem adta helyét Marcel Pagnol Gyermekkori emlékei-nek. Ma már nem áll az oktatás homlokterében, és csak kevesen érdeklődnek a Nobel-díjas író művei iránt; idézetei viszont reneszánszaikat élik.

## Fontosabb művei
- Alfred de Vigny (1869)
- Le Parnasse contemporain (1871)
- Poèmes dorés (1873)
- Les Noces corinthiennes (1876), antik dráma versben
- Jocaste (1879), novella
- Le Chat maigre (1879), novella
- Le Crime de Sylvestre Bonnard (1881), elnyerte vele a Francia Akadémia díját
- Les Désirs de Jean Servien (1882)
- Le Livre de mon ami (1885)
- Nos enfants (1887)
- Les Fous dans la littérature (1887)
- La Pureté de M. Zola (1888)
- Balthazar (1889)
- Thaïs (1890)
- L’Étui de nacre (1892)
- La Rôtisserie de la reine Pédauque (1892)
- Les Opinions de Jérôme Coignard (1893)
- Le Lys rouge (1894), regény
- Le Jardin d'Épicure (1895)
- Le Puits de Sainte Claire (1895)
- Idylles et légendes (1896)
- Histoire contemporaine ciklus:
  - I. A szilfasoron (L’Orme du mail) (1897)
  - II. A próbabábu (Le Mannequin d'osier) (1897)
  - III. Az ametisztgyűrű (L’Anneau d'améthyste) (1899)
  - IV. Bergeret úr Párizsban (Monsieur Bergeret à Paris) (1901)
- Pierre Nozière (1899)
- L’Affaire Crainquebille (1901)
- Opinions sociales (1902)
- Histoire comique (1903)
- Sur la pierre blanche (1905)
- Vers les temps meilleurs (1906)
- L’Île des Pingouins (1908)
- Vie de Jeanne d'Arc (1908)
- Les Contes de Jacques Tournebroche (1908)
- Les Sept Femmes de Barbe bleue (1909)
- Les Dieux ont soif (1912)
- Le Génie latin (1913)
- La Révolte des anges (1914)
- Sur la voie glorieuse (1915)
- Filles et garçons (1915)
- Le Petit Pierre (1918)
- La Vie en fleur (1922)
- Albert Glatigny (1924)

## Magyarul

### 1919-ig
- Crainquebille, Putois, Riquet és egyéb hasznos történetek; ford. Aranyossy Pál; Tevan, Békéscsaba, 192? (Anatole France munkái)
- Thais; ford. Sz. F.; Franklin, Bp., 1893 (Olcsó könyvtár)
- A rózsafa bútor. Beszély; ford. Harasztiné Récsi Jolán; Franklin, Bp., 1896 (Olcsó könyvtár)
- Régi dolgok. Elbeszélések; ford. Ambrus Zoltán; Lampel, Bp., 1900 (Magyar könyvtár)
- A vörös liliom. Regény. 1-2 köt.; ford. Molnár Márton; Singer-Wolfner, Bp., 1901 (Egyetemes regénytár XVII.)
- A kyméi énekes és egyéb elbeszélések; ford. Nyitrai József; Lampel, Bp., 1903 (Magyar könyvtár)
- Crainquebille / Putois; ford. Gábor Andor; Lampel, Bp., 1904
- Gallio. Elbeszélés; ford. Gábor Andor; Lampel, Bp., 1905 (Magyar könyvtár)
- Lúdláb királyné; ford. Lándor Tivadar; Révai, Bp., 1906 (Klasszikus regénytár)
- A szilfák alatt; Phőnix, Bp., 1907 (Az Otthon könyvtára)
- Elbeszélések; ford. Molnár Ferenc; Lampel, Bp., 1908 (Magyar könyvtár)
- Epikuros kertje; ford. Helvéth Géza; Athenaeum, Bp., 1911 (Modern könyvtár)
- Crainquebille. Színmű; ford. Franyó Zoltán, Révész Andor; Athenaeum, Bp., 1912 (Modern könyvtár)
- A fehér kövön; ford. Czóbel Ernő; Révai, Bp., 1912 (Világkönyvtár)
- Történet egy szerencsés emberről, aki néma asszonyt vett feleségül / Egyéb novellák; ford. Adorján Andor; Athenaeum, Bp., 1912 (Modern könyvtár)
- A pinguinek szigete; ford. Bölöni György; Athenaeum, Bp., 1912
- Az istenek szomjaznak. Regény; ford. Bölöni György; Athenaeum, Bp., 1913 (Athenaeum könyvtár)
- Az ing. Mese; ford. Benedek Marcell; Lampel, Bp., 1913 (Magyar könyvtár)
- Egy színésznő története. Regény; ford. Aranyossy Pál; Tevan, Békéscsaba, 1919 (Tevan könyvtár)
  - (Komédia, Komédiás-történet, Színésztörténet címen is)
- A sovány kandúr. Regény; ford. Pongrácz Árpád; Tevan, Békéscsaba, 1914 (Tevan könyvtár)
- Pártütő angyalok. Regény; ford. Kunfi Zsigmond; Anonymus, Bp., 1916 (Francia írók remekei)
- Szent Szatír / Lucifer; ford. Pongrácz Árpád; Jókai-Löbl Ny., Bp., 1916 (Galantai könyvtár)
- Coignard abbé véleményei / Epikur kertje; ford. Salgó Ernő; Révai, Bp., 1916 (Világkönyvtár)
- Kékszakáll hét felesége; ford. Csetényi Erzsi; Athenaeum, Bp., 1917 (Modern könyvtár)
- Szent Klára kútja; ford. Aranyossy Pál; Tevan, Békéscsaba, 1917
- Szent Miklós püspök csodája / Messer Guido Cavalcandi / A márványnő / Henri de Regnier; ford. Pongrácz Árpád; Galantai, Bp., 1917 (Galantai könyvtár)
- Jocaste. Regény; ford. Kelemen Viktor; Tevan, Békéscsaba, 1917 (Tevan könyvtár)
- A vörös liliom; ford. Salgó Ernő; Dick, Bp., 1917
- Boldizsár / Pigeonneau úr; ford. Turnowsky Sándor; Tevan, Békéscsaba, 1918
- Vérző vágyak. Regény; ford. Orbók Attila; Kultúra, Bp., 1918 (A Kultúra regénytára)
- Pontius Pilatus / Laeta Acilia. Két elbeszélés; ford. Kunfi Zsigmond; Népszava, Bp., 1918 (Világosság-könyvtár)
- Thais. Regény; ford. Aranyossy Pál; Athenaeum, Bp., 1918 (Olcsó regény)
- Nyársforgató Jakab meséi; ford. Keleti Arthur; Tevan, Békéscsaba, 1918
- Servien csodavárásai. Regény; ford. Fehér Sándor; Tevan, Békéscsaba, 1918
- Abeille; ford. Pongrácz Árpád; Schäser Ny., Gyulafehérvár, 1918
- A szilfasoron; ford. Révész Pál; Dick, Bp., 1918
- Boldizsár. Novellák; ford. Turnowsky Sándor; Tevan, Békéscsaba, 1918 (Tevan könyvtár)
- Thais. Regény; ford. Vándor Iván; Herczka, Bp., 1918
- Az árnyak miséje / La messe des ombres / Scolastica; ford. Lehel István; Uránia, Bp., 1919 (Kétnyelvű klassikus könyvtár)

### 1920–1944
- A kis Noziére. Regény; ford. Szini Gyula; Kultúra, Bp., 1920 (A Kultúra regénytára)
- Péterke. Regény; ford. Szini Gyula; Kultúra, Bp., 1920 (A Kultúra regénytára)
- Komédia. Regény; ford. Salgó Ernő; Kultúra, Bp., 1920 (A Kultúra regénytára)
  - Komédiás-történet, Színésztörténet, Egy színésznő története címen is)
- A próbabábu; ford. Révész Pál; Dick, Bp., 1920
- A hajnal. Novellák; ford. Hajós Kornél; Népszava, Bp., 1920
- Crainquebille, Putois, Riquet és egyéb hasznos történetek; ford. Gyöngyösi János; Tevan, Békéscsaba, 1920
- Az ametisztgyűrű; ford. Révész Pál; Dick, Bp., 1920
- Komédiás-történet; ford. Hevesi Sándor; Révai, Bp., 1920 (Klasszikus regénytár)
  - (Komédia, Színésztörténet, Egy színésznő története címen is)
- Miasszonyunk bohóca. Az eredeti szöveg és hű magyar fordítása; ford. Fóthy János; Lantos, Bp., 1920 (Kétnyelvű klasszikus könyvtár)
- A kis ólomkatona. Az eredeti teljes szöveg és hű fordítása; ford. Békés István; Lantos, Bp., 1920 (Kétnyelvű klasszikus könyvtár)
- Marbod pokoljárása. Az eredeti teljes szöveg és hű fordítása; ford., bev. Király György; Lantos, Bp., 1921 (Kétnyelvű klasszikus könyvtár)
- Az irodalmi élet. A "La vie littéraire"-ből; ford. Benedek Marcell; Révai, Bp., 1920 (Világkönyvtár)
- Clio; ford. Laczkó Géza; Kultúra, Bp., 1921 (A Kultúra regénytára)
- Balthazár; ford. Laczkó Géza; Kultúra, Bp., 1921 (A Kultúra regénytára)
- Gyöngyház szelence; ford. Laczkó Géza; Kultúra, Bp., 1921 (A Kultúra regénytára)
- Jocaste; ford. Dénes Zsófia; Bécsi Magyar Kiadó, Wien, 1921 (Regényfüzér)
- Virágfakadás; ford. Szini Gyula; Kultúra Ny., Bp., 1921
  - (Virágzó élet címen is)
- A Szajna partján. A "La vie littéraire"-ből; ford. Lehel István; Révai, Bp., 1922 (Világkönyvtár)
- Gyöngyike. Mese; ford. Pongrácz Árpád; 2. átdolg. kiad.; Athenaeum, Bp., 1922
- Virágzó élet; ford. Kuncz Aladár; Genius, Bp., 1923 (A regényírás művészei)
  - (Virágfakadás címen is)
- Cserna Andor: France-breviárium. Anatole France élete, művei, gondolatai; Világirodalom, Bp., 1923
- Benedek Marcell: France breviárium. Anatole France élete, művei, vélekedései; Dante, Bp., 1923 (Anatole France, az ember – a bölcs – a művész)
- Arcképek. Tanulmányok; ford. Bíró Sándor; Dante, Bp., 1924 (Anatole France, az ember – a bölcs – a művész)
- Barátom könyve; ford. Gyöngyösi János; Tevan, Békéscsaba, 192? (A modern regény klasszikusai)
- A holnap. Tanulmányok; ford. Sztrokay Kálmán; Dante, Bp., 1924 (Anatole France, az ember – a bölcs – a művész)
- Írókról; ford. Bársony Dezső; Dante, Bp., 1925 (Anatole France, az ember – a bölcs – a művész)
- Anatole France Hátrahagyott írásai; sajtó alá rend. Michel Corday, ford. Benedek Marcell; Athenaeum, Bp., 1926
- A sovány kandúr / Jocaste; ford. Pongrácz Árpád, Kelemen Viktor; Tevan, Békéscsaba, 1926
- Bergeret úr Párisban; ford. Révész Pál; Dick Manó, Bp., 1926
- Bonnard Sylvester vétke; ford. Salgó Ernő; Révai, Bp., 1930 (Révai külföldi mesterművei)
- Fehér kövön / Szociális kérdések; ford. Czóbel Ernő, bev. Ambrus Zoltán; Révai, Bp., 1930 (Világkönyvtár)
- A vörös liliom. Regény; ford. Lányi Viktor; Az Est–Pesti Napló, Bp., 1935 (Filléres klasszikus regények)
- Egy kisfiú naplója; Csongor, Bp., 1943

### 1945–1989
- Crainquebille és más történetek; ford. Kürti Pál; Officina, Bp., 1947 (Officina könyvtár)
- Történet egy szerencsés emberről, aki néma asszonyt vett feleségül; átdolg., ford. Kalotai Gábor; Athenaeum, Bp., 1947
- Jacques Tournebroche vagyis Nyársforgató Jakab meséi; ford. Keleti Arthur; Tevan, Békéscsaba, 1948
- A Lúdláb királynő / Nyársforgató Jakab meséi; ford., bev. Vas István, jegyz. Lontay László; Szépirodalmi, Bp., 1953
- Jelenkori történet. Regény; ford. Kolozsvári Grandpierre Emil, Benedek Marcell, bev. Valentyina Dinnyik; Szépirodalmi, Bp., 1953
- A zöldségárus; ford., bev. Aranyossi Pál; Népszava, Bp., 1954 (Színjátszók könyvtára)
- Crainquebille és más elbeszélések; ford. Vas István, Kürti Pál, bev. Bajomi Lázár Endre; Szépirodalmi, Bp., 1954
- A király iszik és más elbeszélések; ford. Gyergyai Albert et al., vál., jegyz., utószó Szávai Nándor; Szépirodalmi, Bp., 1956 (Olcsó könyvtár)
- Elmélkedések / Beszélgetések; összeáll., bev. Kolozsvári Grandpierre Emil; Művelt Nép, Bp., 1956
- A Pingvinek szigete; ford., utószó Bölöni György; Magvető, Bp., 1956
- Bonnard Szilveszter vétke. Regény; ford. Rónay György, jegyz. Lontay László; Európa, Bp., 1957
- Tafi mennybemenetele. Elbeszélés A vidám Buffalmacco c. ciklusból; ford. Kund Albert; Kárpátontúli területi kiadó, Uzshorod, 1958
- A fehér kövön; ford., előszó, jegyz. Lakits Pál; Európa, Bp., 1958
- Angyalok lázadása. Regény; ford. Kunfi Zsigmond, bev. Bajomi Lázár Endre, jegyz. Lontay László; Szlovákiai Szépirodalmi Kiadó, Bratislava, 1958 (A világirodalom klasszikusai)
- Le miracle de la pie / A szarka csodája; ford. Vas István; Terra, Bp., 1958 (Kétnyelvű kis könyvtár)
- Barátom könyve; ford., jegyz. Szijgyártó László; Móra, Bp., 1959 (A világirodalom gyöngyszemei)
- Kékszakáll hét felesége és más elbeszélések; vál., szerk., bev. jegyz. Murányi-Kovács Endre, ford. Aranyossi Pál et al.; Európa, Bp., 1959
- Színésztörténet; ford. Hevesi Sándor, utószó Lakits Pál, jegyz. Lontay László; Európa, Bp., 1960
  - (Komédia, Komédiás-történet, Egy színésznő története címen is)
- Virágzó élet; ford. Ignácz Rózsa, utószó Lakits Pál, jegyz. Lontay László, Európa, Bp., 1960
  - (Virágfakadás címen is)
- A Lúdláb királyné. Regény; ford., utószó Vas István; Szépirodalmi, Bp., 1960 (Olcsó könyvtár)
- Szerencsés ember; színpadra írta Kalotai Gábor, in: Klasszikus egyfelvonásosok; átdolg. Illyés Gyula, rendezői utószó Molnár G. Péter, díszlettervek Bojár Iván; Gondolat, Bp., 1960 (Játékszín)
- Az istenek szomjaznak; ford., utószó Bajomi Lázár Endre, jegyz. Lontay László; Európa, Bp., 1961
- Thaisz; ford. Szerb Antal; Európa, Bp., 1962
- A pingvinek szigete; ford. Bölöni György, utószó Bajomi Lázár Endre, jegyz. Szávai János; Európa, Bp., 1962
- Iokászté / Pierre Noziére / A sovány kandúr; ford. Ignácz Rózsa, Szini Gyula, utószó Lakits Pál, jegyz. Lontay László; Európa, Bp., 1962
- Thaisz és más elbeszélések; ford. Laczkó Géza, Lakits Pál, Szerb Antal, utószó Lakits Pál, jegyz. Lontay László; Európa, Bp., 1962
- Anatole France válogatott regényei; ford. Hevesi Sándor et al., jegyz. Lontay László; Európa, Bp., 1969
- Jeanne d'Arc élete; ford. Görög Lívia, utószó Makkai László; Gondolat, Bp., 1972
- Thaisz; ford. Lányi Viktor, Szerb Antal, utószó Gyergyai Albert; Európa, Bp., 1978 (A világirodalom remekei)

### 1990–
- Gondolatok; ford. Lóránt Zsuzsa; Glória, Bp., 1999
- A vörös liliom; ford. Bárdos Miklós; Kossuth–Népszabadság, Bp., 2006 (A világirodalom klasszikusai)

## Fordítás
- Ez a szócikk részben vagy egészben  az   Anatole_France című francia Wikipédia-szócikk ezen változatának fordításán alapul.  Az eredeti cikk szerkesztőit annak laptörténete sorolja fel. Ez a jelzés csupán a megfogalmazás eredetét és a szerzői jogokat jelzi, nem szolgál a cikkben szereplő információk forrásmegjelöléseként.